# Roncus talason
Espèce
Roncus talason est une espèce de pseudoscorpions de la famille des Neobisiidae.

## Distribution
Cette espèce est endémique de Serbie. Elle se rencontre à Lozan dans la grotte Vaskova Dupka.

## Description
Le mâle holotype mesure 3,40 mm.

## Publication originale
- Ćurčić, Lee & Makarov, 1993 : New and little-known cavernicolous species of Chthoniidae and Neobisiidae (Pseudoscorpiones, Arachnida) from Serbia. Bijdragen tot de Dierkunde, vol. 62, no 3, p. 167-178.